# Joey McIntyre
Joey McIntyre, właśc. Joseph Mulrey McIntyre (ur. 31 grudnia 1972 w Needham) – amerykański piosenkarz i aktor. Brat aktorki Judith McIntyre. Członek New Kids On The Block, pierwszego i jednego z najsłynniejszych boysbandów.

## Życiorys
Joey McIntyre jest najmłodszy z dziewięciorga rodzeństwa, ma jednego brata i siedem sióstr.
Mając niepełne 13 lat dołączył do grupy New Kids On The Block, zastępując Jamiego Kelly'ego. Po rozpadzie grupy w 1994 roku zajął się pisaniem piosenek i karierą solową. W 2002 roku, 9 sierpnia, poznał Barrett Williams, którą dokładnie rok później poślubił. Ceremonia odbyła się w hotelu Plaza w Nowym Jorku. W 2005 roku wziął udział w pierwszym sezonie amerykańskiej wersji Tańca z gwiazdami, w którym doszedł do półfinału. Aktualnie mieszka wraz z żoną i synem (ur. 20 listopada 2007 roku) w Los Angeles.
Wiosną 2008 roku wyruszył w trasę koncertową z New Kids On The Block.

## Dyskografia

### Albumy solowe
- 1999 Stay the Same
- 2001 Meet Joe Mac
- 2002 One Too Many: Live From New York
- 2004 8:09
- 2006 Talk to Me

### Single
- 1999 "Stay the Same"
- 1999 "I Love You Came Too Late"
- 2001 "Rain"
- 2004 "L.A. Blue"

## Produkcje teatralne
- 1995: Barking Sharks
- 2000-2001: Tick, Tick... BOOM!
- 2003: Tick, Tick... BOOM!
- 2005: Wicked
- 2006: Happy Days

## Filmografia
- 1995 [2000 publikacja]: The Fantasticks
- 2002-2003: Boston Public
- 2004: Tony 'n' Tina's Wedding
- 2005: Miłość z o.o. (Love, Inc.)
- 2006: Less Than Perfect
- 2007: On Broadway
- 2008: 1 1/2 Ritter – Auf der Suche nach der hinreißenden Herzelinde